# Pierre Barouh
Pierre Barouh (nacido como Élie Barouh; París, 19 de febrero de 1934-ibíd., 28 de diciembre de 2016) fue un cantautor y productor musical francés, famoso por su importante contribución a la película Un hombre y una mujer (actor e intérprete de la banda sonora) y por su compañía discográfica Saravah que incluye artistas como Jacques Higelin y Brigitte Fontaine.

## Biografía

### Infancia y descubrimiento de Brasil
Élie Barouh, su hermano y su hermana vivían con sus padres, que eran comerciantes de telas en los mercados de Levallois-Perret, hasta que la Segunda Guerra Mundial comenzó y sus padres refugiaron a sus hijos en tres familias distintas; Élie, que fue rebautizado como Pierre Barouh, se refugió con una pareja ya fallecida: Hilaire y Marie Rocher. Esos años de infancia le inspiraron canciones como «À bicyclette», «Des ronds dans l'eau» o «Les Filles du dimanche».
Tras la guerra, Barouh se hizo periodista deportivo y jugador de su equipo nacional de voleibol, y pasó varios meses en Portugal, donde descubrió la música brasileña. En 1959, se embarcó en un buque de carga a Brasil, y cuando volvió a París conoció a los principales autores y compositores de la bossa nova brasileña.

### Cine y teatro
Como actor, interpretó el papel de líder de los gitanos en D'où viens-tu Johnny ? y el papel de Pierre en Une fille et des fusils. Como autor e intérprete, consiguió un buen éxito con La Plage, inmortalizada por Marie Laforêt; Tes dix-huit ans y Monsieur de Furstemberg, entre otras.
De vuelta en Francia en 1966, participó en la película Un hombre y una mujer de Claude Lelouch, que recibió la Palma de Oro en el Festival de Cannes de 1966. Ese mismo año, se casó con Anouk Aimée, actriz principal de la película, aunque se divorciaron tres años más tarde.
Con sus primeras ganancias, compró el molino donde pasó su infancia en Vandea. Instaló un estudio de grabación donde recibía a artistas para mostrar su talento, creando su propia compañía discográfica, Savarah, poco después del lanzamiento de la película Un hombre y una mujer. Con su discográfica, quiso mezclar a músicos y estilos, multiplicando los encuentros musicales. Trabajó con artistas como Pierre Akendengué, Brigitte Fontaine, Areski Belkacem, Naná Vasconcelos, Gérard Ansaloni, Jacques Higelin, Alfred Panou, Maurane y David McNeil.
Con su segunda mujer, Dominique, hizo una serie de actuaciones en el Teatro Mouffetard y el Teatro de Ranelagh. Actuaron en Le Transatlantique y La Nuit des masques. Más tarde tuvieron a su hijo Benjamin, actual responsable de Saravah en Nantes. Pierre y el equipo del Teatro Aleph realizaron una ópera, Le Kabaret de la dernière chance, cuya canción sería interpretada pr Yves Montand. Esta fue una de las mejores canciones que grabó.
En 1979 inició la producción de una película, Le Divorcement, pero sin éxito.

### Japón
Más tarde, Barouh se casó con una mujer japonesa, Atsuko Ushioda, a la que acompañaba cada invierno a Tokio, donde residía habitualmente. En los años 1980, participó en proyectos musicales en Japón. Sus dos discos («Sierra» y «Le Pollen», canción dedicada a Jean Cormier)
También tuvo una hija, Maïa, que es una cantautora con una carrera internacional con una compañía japonesa. Pierre y Atsuko también tienen otras dos hijas: Sarah y Amie-Akira.
Desde entonces, dividió su tiempo entre Japón y Vandea. Barouh continuó lanzando álbumes, realizando películas y documentales y escribiendo obras de teatro. También compuso la música de los Juegos Olímpicos de Albertville 1992.

## Discografía

### Álbumes
- (1966) Un homme et une femme (Un hombre y una mujer)
- (1966) Vivre
- (1972) Ça va, ça vient[5]
- (1979) Le Divorcement
- (1983) Le Pollen
- (1985) Sierras
- (1991) Noêl
- (1992) Le Kabaret de la dernière chance
- (1998) Itchi go Itchi e - Une recontre, une occasion
- (2001) Dites 33 - Volume 2
- (2007) Daltonien

### Compilaciones principales
- (2003) Saudade - Un manque habité
- (2008) Les années Az - L'intégrale de ses chansons
- (2011) 60 ans de chansons à des titres Divers (parfois Dit Vert) sur l'humain et ce qui l'entoure

## Filmografía

### Actor
- (1960) Arrêtez les tambours
- (1962) En plein cirage
- (1963) D'où viens-tu Johnny ?
- (1964) La Dérive
- (1964) El gendarme de Saint-Tropez
- (1965) Les Grands Moments
- (1965) Une fille et des fusils
- (1966) Les Amants de la mer
- (1966) Un hombre y una mujer
- (1967) Vivre pour vivre
- (1977) Les Naufragés de l'île de la Tortue
- (1982) Elle voit des nains partout !
- (1990) Il y a des jours... et des lunes
- (2005) Le Courage d'aimer

### Compositor
- (1967) Vivre pour vivre
- (1975) Oh ! America
- (1979) À nous deux
- (1981) Les Uns et les Autres
- (1997) La boda de mi mejor amigo
- (1998) Hasards ou Coïncidences
- (2001) The Anniversay Party
- (2001) Une adolescente
- (2007) Ocean's Thirteen

### Autor
- (1966) Un homme et une femme
- (2012) Les Rivières souterraines